# Баррел, Боз
Боз Баррел (англ. Boz Burrell; настоящее имя — Рэймонд Баррел Raymond Burrell; 1 августа 1946, Линкольн, Англия — 21 сентября 2006, Марбелья, Испания) — британский бас-гитарист и певец, известный как участник групп «King Crimson» и «Bad Company».

## Биография
Музыкальную карьеру Боз Баррелл начинал исключительно как вокалист и работал с различными группами в Норфолке. Оставив колледж, он начал профессиональную карьеру в «Lombard and the Tea Time Four». После того, как к проекту присоединился клавишник Йэн МакЛэган, звучание группы становится более джазовым, а название меняется на «The Boz People». Именно с этого времени у Баррела появляется прозвище «Boz». Группа много концертировала, а также аккомпанировала певцу Кенни Линчу, выпустила 4 сингла, но успеха не добилась и в итоге тихо распалась.
После распада «The Boz People» Баррелл участвовал в нескольких соул-проектах, нигде не задерживаясь надолго. Однако в 1968 году ему удалось выпустить два сингла просто под именем «Boz»: I Shall Be Released / Down In The Flood (кавер-версии одноимённых песен Боба Дилана) и Light My Fire / Back Against the Wall (первая композиция — кавер-версия песни группы «The Doors»). Примечательно то, что в записи принимали участие будущие создатели «Deep Purple» — Ричи Блэкмор, Джон Лорд и Иэн Пейс.
Весной 1970 года Баррел становится вокалистом группы «King Crimson». Рик Кэмп, принятый на должность бас-гитариста, вскоре изменил решение, и Роберт Фрипп предложил Баррелу разучить бас-гитарные партии. Баррелл согласился, и с его участием «King Crimson» записали свой четвёртый студийный альбом Islands (1971), а также концертный альбом Earthbound (1972).
По возвращении в Англию в конце 1972 года Баррел получил предложение от Пола Роджерса и Мика Ралфса стать бас-гитаристом новой группы, названной «Bad Company». В 1974 году на принадлежащем «Led Zeppelin» лейбле «Swan Song» вышел дебютный альбом этой группы. Тогда же вышел и первый сингл — «Can’t Get Enough». На протяжении десяти лет «Bad Company» были весьма популярны: альбомы Straight Shooter (1975), Run with the Pack (1976), Burnin' Sky (1977) и Desolation Angels (1979) хотя и не добились того же эффекта, что и дебютная работа, тем не менее, были весьма успешными. После выпуска диска Rough Diamonds (1982) группу покинул Пол Роджерс, без которого группа выпустила ещё один альбом Fame & Fortune (1986), после чего группу покинул и Баррелл.
В 90-е годы Баррел работал с Элвином Ли, выступая в рамках его тура «Best of British Blues». Основным проектом стало сотрудничество с шотландским вокалистом Тэмом Уайтом. В 1997 году оба музыканта создали группу «The Celtic Groove Connection». Группа регулярно выступала в Великобритании, выпустив одноимённый альбом в 1999 году.
В 1998 Роджерс и Баррелл воссоединились с оригинальными участниками «Bad Company», чтобы записать новые композиции к сборнику «The Original Bad Company Anthology». После выхода сборника последовал тур по США.
Баррел скончался 21 сентября 2006 года от сердечного приступа в Испании в возрасте 60 лет. Иэн Уоллес:

21 сентября 2006 года мой дорогой друг Рэймонд «Боз» Баррелл в последний раз упал со стула. Он находился у себя дома с друзьями, обсуждал аккорды — одно из его любимых занятий. Он взял гитару и произнёс что-то наподобие: «А вот такой ты знаешь?», взял аккорд и немедленно упал. Очевидно, он был мёртв ещё до того, как ударился об пол.

## Дискография
| Сольные альбомы (Boz) - «Isn’t That So» / «You’re Just the Kind of Girl I Want» (11 Feb 1966) (Single) - «Meeting Time» / «No (Ah) Body Knows Blues» (7 Apr 1966) (Single) - «Pinocchio» / «Stay as You Are» (10 Jun 1966) (Single) - «The Baby Song» / «Carry on Screaming» (29 Jul 1966) (Single) - «I Shall Be Released» / «Down in the Flood» (3 May 1968) (Single) - «Light my Fire» / «Back Against the Wall» (16 Aug 1968) (Single) С Duster Bennett - Jumpin' at Shadows (1965) В составе Centipede - Septober Energy (1971) В составе King Crimson - Islands (1971) - Earthbound (1972) - Ladies of the Road (2002) - Sailors’ Tales (1970—1972), 27-disc boxed set (2017) С Питером Синфилдом - Still (1973) В составе Snape - Accidentally Born in New Orleans (1973) - Live on Tour in Germany (1973) | В составе Bad Company - Bad Company (1974) - Straight Shooter (1975) - Run with the Pack (1976) - Burnin' Sky (1977) - Desolation Angels (1979) - Rough Diamonds (1982) - 10 from 6 (1985) - The 'Original' Bad Co. Anthology (1999) - Live in Albuquerque 1976 (2006) В составе Boxer - Bloodletting (1979) С Джоном Лордом - Before I Forget (1982) Track 3 — «Hollywood Rock and Roll» С другими музыкантами - He Was… She Was… You Was… We Was… (1982) - Mango Crazy (1983) - Riff Burglar (The Legendary Funny Cider Sessions — Vol. 1) (1988) С Кеном Хенсли - From Time to Time (1994) С Ruby Turner - Call Me by My Name (1998) В составе Celtic Groove Connection - Celtic Groove Connection (1999) |